# Ignaz Elhafen
Ignaz Elhafen, né le 1er août 1658 à Innsbruck et décédé le 1er juin 1715 à Düsseldorf, est un sculpteur autrichien.

## Biographie
Ignaz Elhafen est né à Innsbruck où il a également reçu sa formation artistique. Il s'installa d'abord à Vienne (Autriche) au service de Jean-Adam Ier Andreas puis à Düsseldorf à la cour de Jean-Guillaume de Neubourg-Wittelsbach.

## Galerie

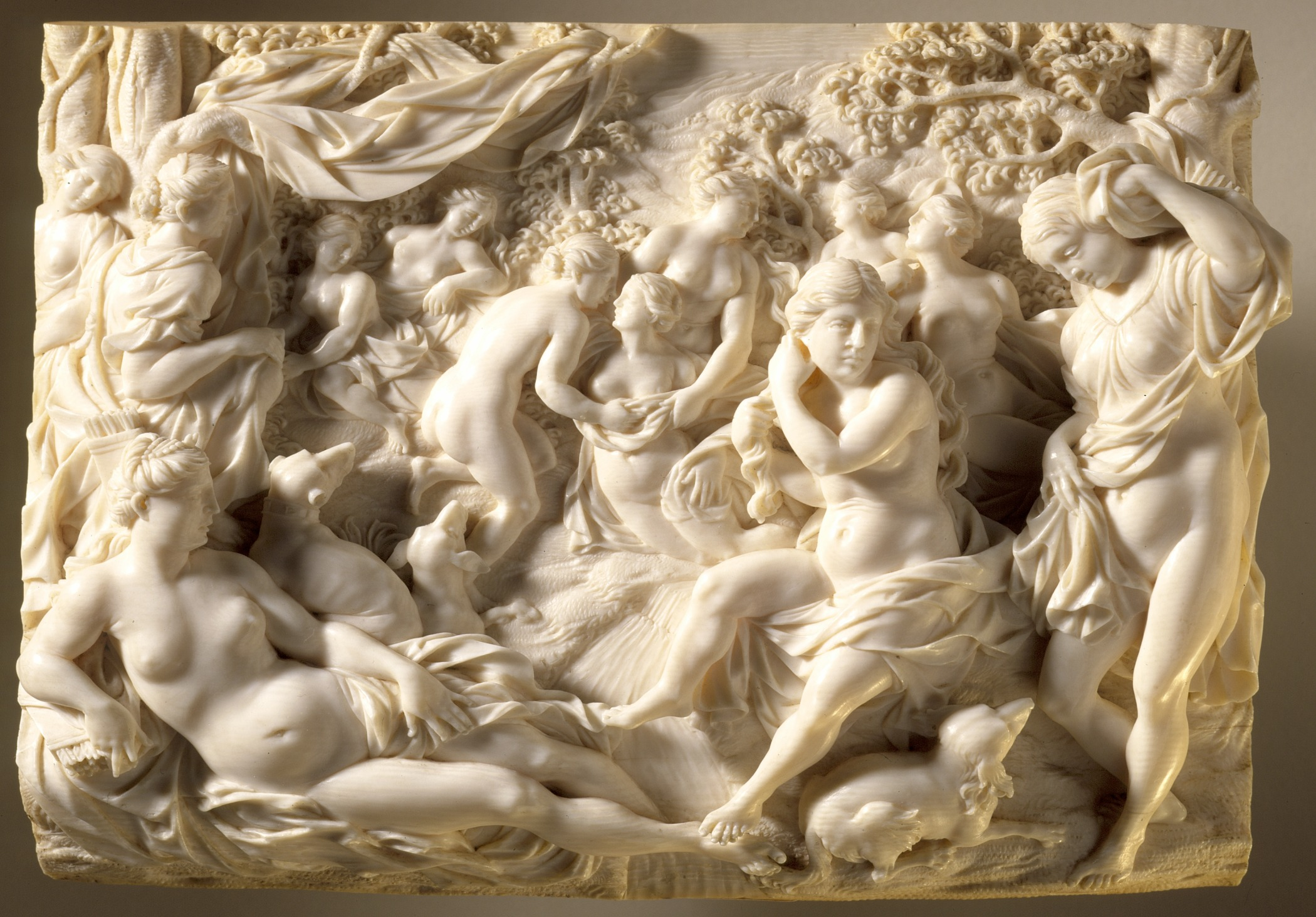
Diane et Callisto
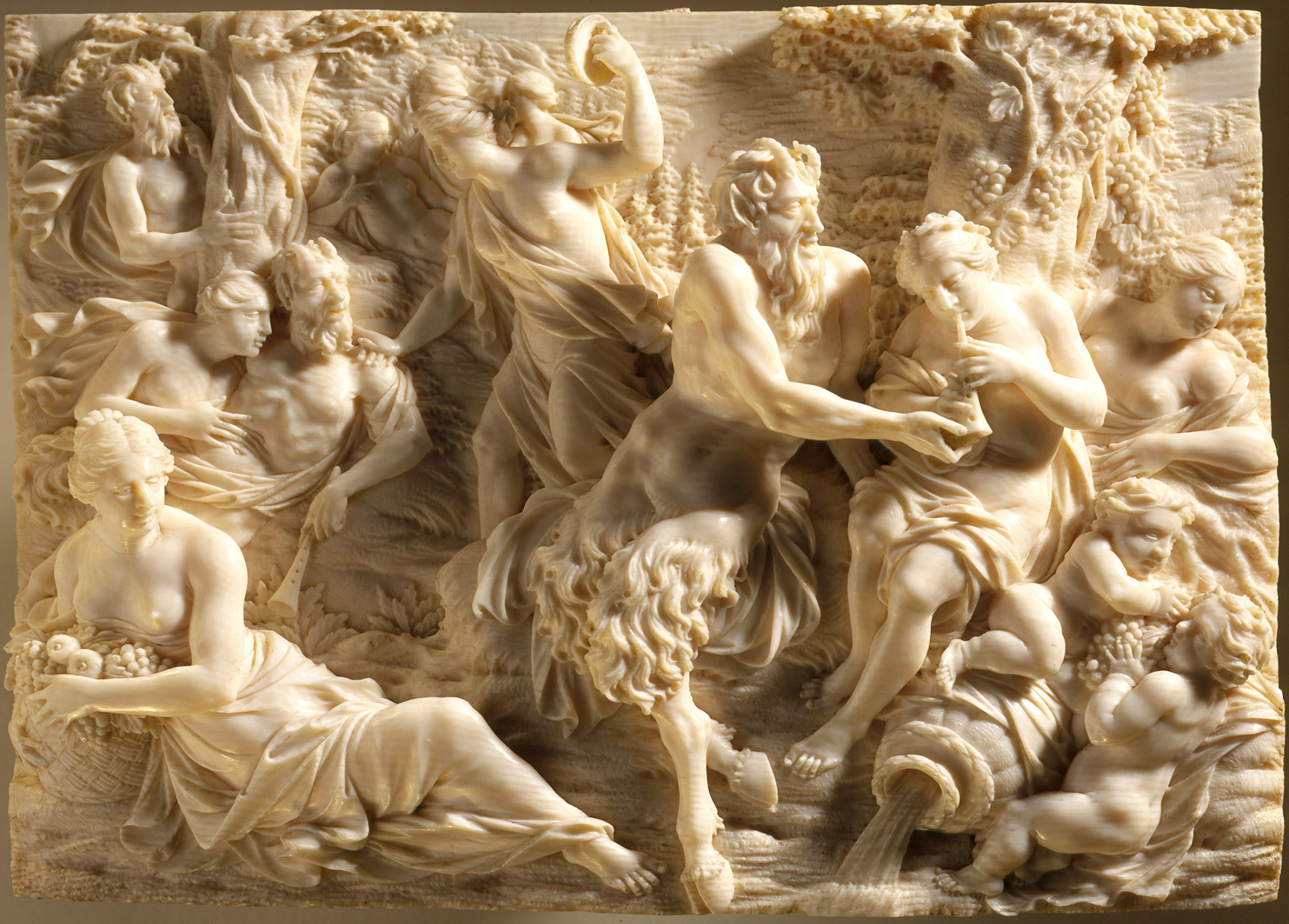
Pan et les Nymphes